# Чуб, Иван Александрович
Иван Александрович Чуб — советский хозяйственный и государственный деятель, лауреат Государственной премии СССР за выдающиеся достижения в труде.

## Биография
Родился в 1944 году в Полтавской области Украинской ССР. Член КПСС.
В 1965—1991 — металлист-станочник киевского завода «Арсенал» Министерства оборонной промышленности СССР
За высокую эффективность и качество работы на основе совершенствования техники и технологии производства был в составе коллектива удостоен Государственной премии СССР за выдающиеся достижения в труде 1980 года.
Делегат XXVII съезда КПСС.
Жил в Киеве.

## Награды
- Орден Дружбы народов